# The Craving
«The Craving» es una canción del grupo estadounidense Twenty One Pilots, publicada el 22 de mayo de 2024 mediante el sello Fueled by Ramen como el cuarto y último sencillo del álbum Clancy. La banda lanzó dos versiones diferentes de la canción con diferentes arreglos y producción: una se lanzó como sencillo promocional y la otra, subtitulada "Jenna's Version", se lanzó en el propio álbum.

## Antecedentes
El 9 de mayo de 2024, el dúo estrenó "The Craving" ante el público en un concierto íntimo en Londres. La canción se lanzaría en dos versiones, ambas con diferentes producciones y arreglos instrumentales. La versión "(Single Version)" es más animada, con más instrumentos y producción adicional de Spencer Stewart; la versión del álbum "(Jenna's Version)" es una versión acústica y minimalista de la canción.

## Composición
"The Craving" fue escrita por el cantante Tyler Joseph como dedicatoria a su esposa, Jenna Joseph. Desde 2015, todos los álbumes de Twenty One Pilots han incluido una balada romántica dedicada a Jenna, siendo "The Craving" el cuarto, después de "Tear in My Heart", "Smithereens" y "Formidable".

## Posicionamiento en lista
| Lista (2024)                                  | Mejor posición |
| --------------------------------------------- | -------------- |
| Canadá (Canada Rock)                          | 24             |
| Global 200 (Billboard)                        | 151            |
| Estados Unidos (Billboard Hot 100)            | 83             |
| Estados Unidos (Adult Top 40)                 | 20             |
| Estados Unidos (Hot Rock & Alternative Songs) | 20             |
| Estados Unidos (Mainstream Top 40)            | 26             |
| Estados Unidos (Rock Airplay)                 | 8              |
| Reino Unido (UK Singles Chart)                | 66             |